# Гордана Поп Лазић
Гордана Поп Лазић (Београд, 5. април 1956) српска је политичарка. Бивша је народна посланица у Скупштини Србије, бивша потпредседница Српске радикалне странке и бивша председница општине Земун.

## Биографија
Рођена је у Београду 5. априла 1956. године. Дипломирала је на Правном факултету у Београду. Радила је у општинским органима Скупштине општине Земун до 1996. године, а у периоду од 1996. до 1998. године обављала је дужност секретара Скупштине општине Земун. Политику је почела као члан Социјалистичке партије Србије.
У Влади Републике Србије, која је изабрана 24. марта 1998. године, била је министарка за локалну самоуправу. На парламентарним изборима 23. децембра 2000. године изабрана је за посланицу у Народној скупштини Републике Србије, са изборне листе Српска радикална странка - др Војислав Шешељ. Фебруара 2004. године, изабрана је за потпредседника Народне скупштине Србије. Ту функцију је обављала до избора за председника земунске Општине.

## Државне функције
- Министар за локалну самоуправу Србије (1998—2000)
- Потпредседница Народне скупштине (2004)
- Одбори: Одбор за уставна питања, Одбор за иностране послове, Административни одбор.